# Grand Prix du Salvador féminin
Le Grand Prix du Salvador féminin (nom local : Grand Prix el Salvador) est une course cycliste féminine d'un jour qui se tient au Salvador depuis 2012 au mois de mars. Elle est classée dans la catégorie 1.1 du calendrier UCI. La course disparait du calendrier en 2014, pour revenir en 2024, avec de nouveaux organisteurs.

## Palmarès
| Année                                                                    | Vainqueur          | Deuxième          | Troisième         |
| ------------------------------------------------------------------------ | ------------------ | ----------------- | ----------------- |
| 2012                                                                     | Noemi Cantele      | Tatiana Guderzo   | Amber Neben       |
| 2013                                                                     | Silvia Valsecchi   | Marcia Fernandes  | Martina Růžičková |
| 2014                                                                     | Alena Amialiusik   | Olga Zabelinskaïa | Mara Abbott       |
| '"`UNIQ--templatestyles-00000003-QINU`"'pas de course entre 2015 et 2023 |                    |                   |                   |
| 2024                                                                     | Valentina Basilico | Tamara Dronova    | Sylvie Swinkels   |